# Tablet (Süßware)

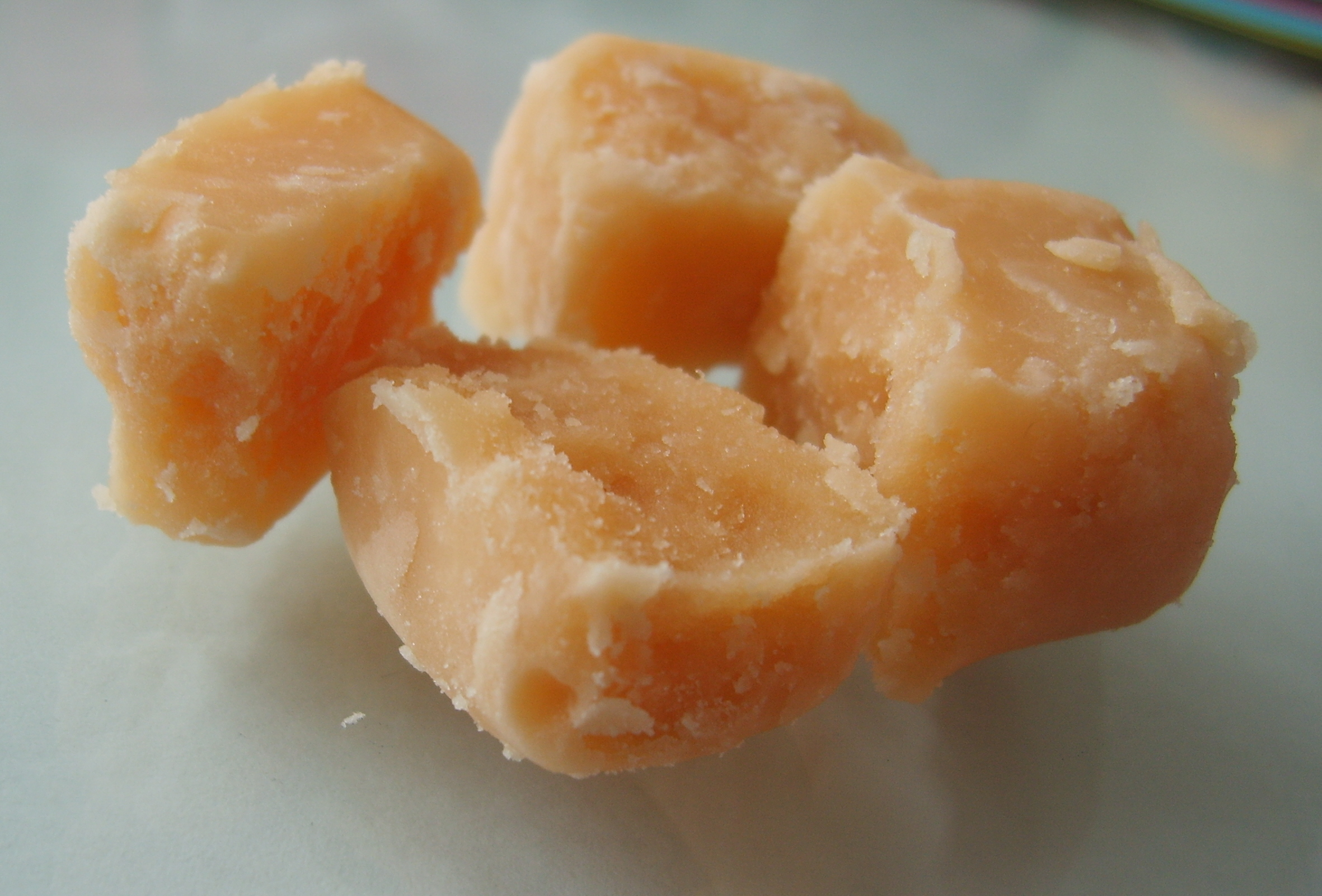
Tablet

Ein Tablet (oft auch Butter Tablet, schottisch: Taiblet) ist eine schottische Süßware.
Für die Herstellung werden Zucker, Milch oder Kondensmilch sowie Butter auf ca. 115 °C erhitzt, so dass ein Kristallisationsprozess einsetzt. Die zähe Masse wird anschließend in ein flaches Gefäß gegossen und nach dem Erkalten in meist viereckige Stücke geschnitten. Das Ergebnis ähnelt dem Fudge, ist aber von spröder, körniger Textur. Als aromatisierende Zutaten können Vanille, Whisky oder Nüsse hinzugefügt werden. Bei der industriellen Herstellung werden die Milcherzeugnisse aus Kostengründen oft durch Fondant ersetzt.
Die Süßspeise Tablet ist mindestens seit dem 18. Jahrhundert bekannt. Eine erste namentliche Erwähnung der Süßware erfolgt im Haushaltsbuch von Grisell Baillie, einer schottischen Adeligen, deren zwischen 1692 und 1746 geführtes Buch 1911 veröffentlicht wurde. Die ursprüngliche Rezeptur verwendete Eiweiß oder Sahne an Stelle von Milch und Butter.